# Pray
《Pray》是日本歌手濱崎步的第3張數位單曲，2014年1月27日正式開始全曲線上下載，是電影《佛陀2: 無盡的旅程》的主題曲。

## 收錄歌曲
| 曲序 | 曲目 | 时长 |
| ---- | ---- | ---- |
| 1.   | Pray | 6:17 |